# Felipe de Jesús Tena
Felipe de Jesús Tena Magaña (n. en Panindícuaro, Michoacán en 1870 y m. en 1956) fue un abogado, jurisconsulto, tratadista y político mexicano que escribió varios libros, entre los que destacan Derecho Mercantil Mexicano y Derecho Procesal Civil. Fue profesor y director de la Facultad de Derecho y Ciencias Sociales de la Universidad Michoacana de San Nicolás de Hidalgo (la Biblioteca de dicha Facultad lleva su nombre), diputado federal por Michoacán y gobernador del Estado de Michoacán en 1911, además de ministro de la Suprema Corte de Justicia de la Nación.
Contrajo estado de matrimonio con doña Sara Ramírez, hija del Ilustre don Andrés Ramírez Núñez y nieta del hacendado don Serapio Ramírez Ortega, familia llegada a Morelia a finales del siglo XIX provenientes de Valle de Santiago, de ascendencia austriaca. Fueron sus hijos Felipe, Rafael, José, Eugenio, Sara, Ana y Amalia, de apellidos Tena Ramírez, destacando a Felipe Tena Ramírez.
| Predecesor: Aristeo Mercado | Gobernador de Michoacán 1911 | Sucesor: Miguel Silva |

- Datos: Q5858497